# Anke Borchmann
Anke Borchmann (nacida como Anke Grünberg, 23 de junio de 1954) es una deportista de la RDA que compitió en remo.
Participó en los Juegos Olímpicos de Montreal 1976, obteniendo una medalla de oro en la prueba de cuatro scull con timonel. Ganó dos medallas de oro en el Campeonato Mundial de Remo, en los años 1975 y 1977.

## Palmarés internacional
| Juegos Olímpicos   | Juegos Olímpicos         | Juegos Olímpicos | Juegos Olímpicos         |
| Año                | Lugar                    | Medalla          | Prueba                   |
| ------------------ | ------------------------ | ---------------- | ------------------------ |
| 1976               | Montreal (Canadá)        | Medalla de oro   | Cuatro scull con timonel |
| Campeonato Mundial |                          |                  |                          |
| Año                | Lugar                    | Medalla          | Prueba                   |
| 1975               | Nottingham (Reino Unido) | Medalla de oro   | Cuatro scull con timonel |
| 1977               | Ámsterdam (Países Bajos) | Medalla de oro   | Doble scull              |